# Yoshiyuki Kamei

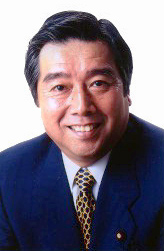
Yoshiyuki Kamei, 2003

Yoshiyuki Kamei (jap. 亀井 善之, Kamei Yoshiyuki; * 30. April 1936 in Isehara, Präfektur Kanagawa; † 12. Mai 2006 in Tokio) war ein japanischer Politiker, Abgeordneter des Shūgiin und Minister im japanischen Kabinett.

## Leben
Kameis Vater war der Sangiin-Abgeordnete Kamei Zenshō, sein Schwiegervater der Bürgermeister von Hiratsuka, Katō Teikichi. Kamei studierte an der wirtschaftswissenschaftlichen Fakultät der Keiō-Universität. Nach mehreren Jahren als Angestellter bei verschiedenen Unternehmen wurde er 1968 Sekretär seines Vaters. Nach Kandidaturen für das Bürgermeisteramt in Yokohama 1975 und für einen Sitz im Shūgiin 1976 wurde Kamei 1978 als LDP-Kandidat erstmals ins Shūgiin gewählt und gehörte ihm mit Ausnahme von 1983 bis 1986, als er abgewählt wurde, bis zu seinem Tode an. Innerparteilich gehörte er zunächst zur Nakasone-Faktion, ab 1998 dann zur Yamasaki-Faktion.
Unter Premierminister Takeshita Noboru war Kamei 1979 Staatssekretär im Verkehrsministerium, 1996 Verkehrsminister im Kabinett von Ryūtarō Hashimoto. Von 2003 bis 2004 war er Landwirtschaftsminister unter Jun’ichirō Koizumi.
Kamei starb im Alter von 70 Jahren an Pankreaskrebs. Seinen Wahlkreis, den 16. Wahlkreis Kanagawa, der Atsugi, Isehara, den Landkreis Aikō und Teile von Sagamihara umfasst, gewann sein Sohn Zentarō Kamei am 22. Oktober 2006 bei der Nachwahl.